# Shin Yung-kyoo
Shin Yung-kyoo   (Corea del Nord, 30 de març de 1942 - Belarús, 18 de març de 1996) fou un futbolista nord-coreà de la dècada de 1960.
Fou internacional amb la selecció de futbol de Corea del Nord amb la qual participà a la copa del Món de futbol de 1966.
A nivell de club destacà com a jugador de Moranbong Sports Club.